# Tập đoàn Vàng bạc Đá quý DOJI
Tập đoàn Vàng bạc Đá quý DOJI là thương hiệu trang sức đá quý của Việt Nam được thành lập năm 1994. Tập đoàn kinh tế đa ngành này được công nhận là thương hiệu quốc gia và liên tục nằm trong top 5 doanh nghiệp tư nhân lớn nhất tại quốc gia này trong vòng một thập kỷ qua, theo công bố của Bảng xếp hạng VNR500. Nhà sáng lập công ty là ông Đỗ Minh Phú với trụ sở đặt tại Tòa nhà DOJI Tower, số 5 đường Lê Duẩn, quận Ba Đình, Hà Nội.
Tập đoàn cũng nổi tiếng với các chiến dịch marketing độc đáo và sở hữu văn hóa doanh nghiệp đặc trưng, khác biệt.

## Lịch sử
DOJI có tiền thân là Công ty Phát triển Công nghệ và Thương mại TTD, được thành lập năm 1994.
Trong nửa cuối thế kỷ 20, công ty đi tiên phong về hoạt động khai thác đá quý để xuất khẩu ra thị trường quốc tế, tập trung vào việc chế tác cắt mài. Năm 1996, Việt Nam phát hiện sản phẩm mới là đá Ruby sao, giúp TTD trở thành "ông hoàng Ruby" khi công bố sản phẩm Đá Ruby Sao Việt Nam (VSR) với quốc tế. Hiện nay DOJI đang lưu giữ viên đá ruby sao thô Hồng Bảo Ngọc nặng 18,8 kg.
Năm 2007, công ty chính thức đổi tên thành Công ty Cổ phần Vàng bạc Đá quý & Đầu tư thương mại DOJI. Cùng năm này DOJI chính thức khai trương Ruby Plaza tại Hà Nội vào ngày 30 tháng 6 - một trong những trung tâm vàng bạc đá quý và trang sức lớn nhất Việt Nam thời điểm đó.
Năm 2009, DOJI thực hiện tái cấu trúc và chính thức trở thành Tập đoàn Vàng bạc đá quý Doji, hoạt động theo mô hình công ty mẹ - con.
Những năm tiếp theo, công ty tập trung vào kinh doanh vàng miếng, trang sức, xuất nhập khẩu vàng trang sức mỹ nghệ, mở rộng hệ thống các chuỗi trung tâm vàng bạc ra toàn quốc, bước đầu chú ý tới các lĩnh vực như: bất động sản, du lịch...
Đầu năm 2012, Tập đoàn DOJI chính thức mở rộng hoạt động sang lĩnh vực tài chính - ngân hàng và trở thành cổ đông chiến lược của Ngân hàng TMCP Tiên Phong (TPBank).
Ngày 30 tháng 4 năm 2021, DOJI tiếp quản Công ty Thế giới Kim cương (TGKC).

## Ban lãnh đạo
Nhà sáng lập Đỗ Minh Phú hiện là cổ đông lớn nhất nắm 70% vốn, 30% còn lại chia đều cho 2 người con của ông là Đỗ Vũ Phương Anh và Đỗ Minh Đức.
Ông Đỗ Minh Đức đang đảm nhiệm cương vị Phó chủ tịch kiêm Tổng giám đốc và là người đại diện của DOJI. Còn bà Đỗ Vũ Phương Anh giữ chức Phó chủ tịch kiêm Phó Tổng giám đốc.

## Công ty thành viên
Tính đến nay, DOJI có tổng cộng 15 công ty thành viên hoạt động theo mô hình công ty mẹ – con, 5 công ty liên kết góp vốn và 61 chi nhánh, gần 200 trung tâm, cửa hàng trang sức trên khắp cả nước cùng với hơn 400 đại lý, điểm bán lẻ...
- Công ty TNHH Thế Giới Kim Cương
- Công ty Cổ phần Thế giới Kim Cương TGKC
- Công ty TNHH Đầu tư Bất động sản Doji Land
- Công ty Cổ phần VBĐQ SJC Hà Nội
- Công ty Cổ phần VBĐQ SJC Đà Nẵng
- Công ty TNHH Bất động sản Blue Star
- Công ty Cổ phần Khu du lịch Sinh thái Tam Đảo
- Công ty TNHH Xây lắp và Kỹ thuật Phúc Thịnh
- Công ty Cổ phần Đầu tư và Thương mại Bông Sen Đỏ
- Công ty TNHH Đầu tư Thương mại Doji